# Graben (Viena)

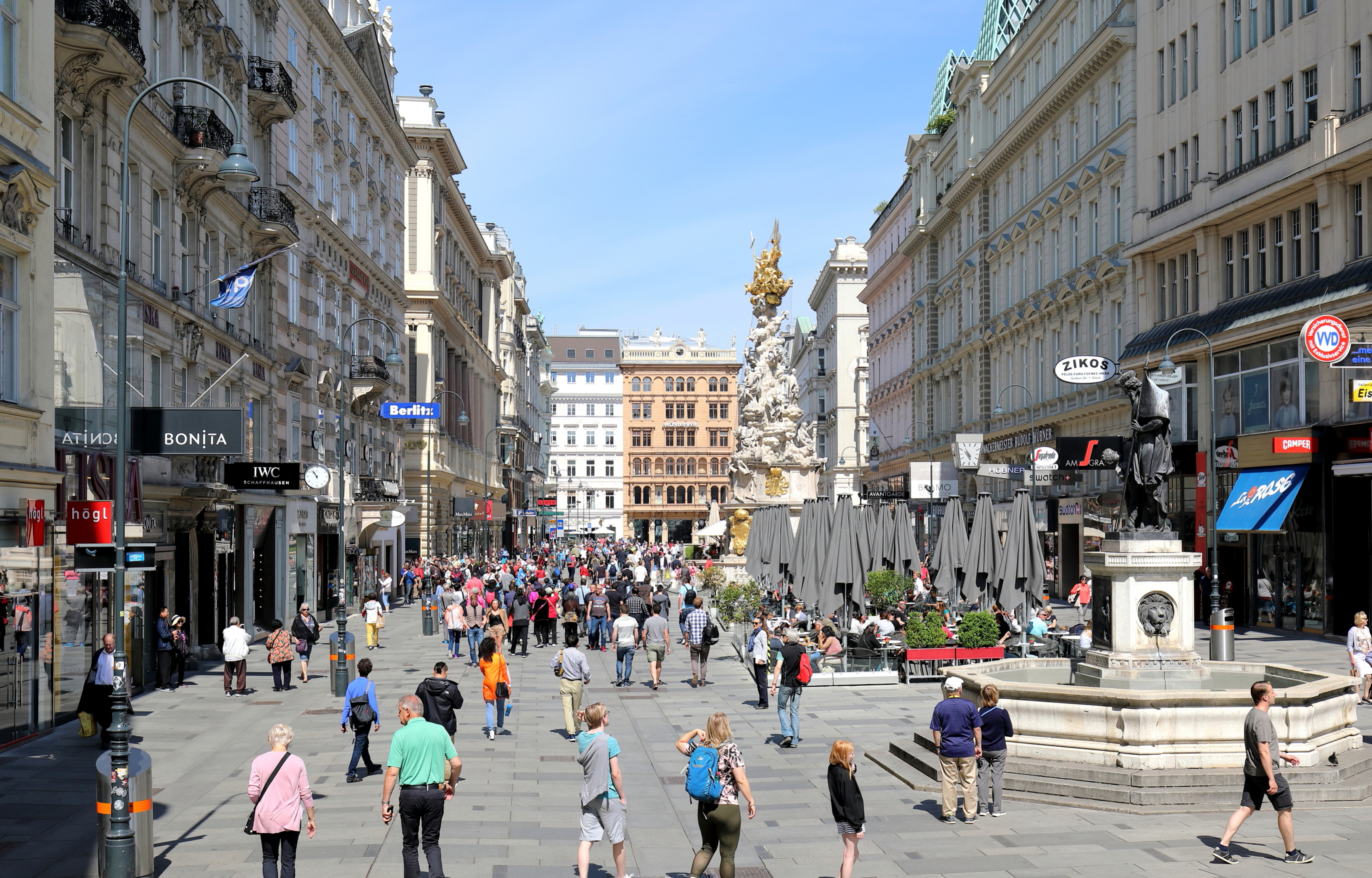
Strada Graben în prezent.

Graben (în traducere „groapă”) este una din cele mai faimoase străzi din centrul Vienei. Graben începe din Stock-im-Eisen-Platz de lângă Palais Equitable și se termină la intersecția dintre Kohlmarkt și Tuchlauben. În Graben se află restaurantele și magazinele cele mai exclusiviste.

## Istoricul străziiGraben
Istoria străzii Graben începe din epoca romană, atunci când pe amplasamentul actual al Vienei se afla castrul roman Vindobona. Incinta castellum-ului se situa la sud de actuala stradă Naglergasse și era înconjurată de un șanț cu apă. În Evul Mediu acest șanț exista și înconjura încă zidurile masive din jurul castelului. La sfârșitul secolului al XII-lea seniorii din familia Babenberg au extins orașul grație răscumpărării plătite pentru eliberarea lui Richard Inimă de Leu. În timpul acestor transformări, șanțul a dispărut și a cedat locul unei străzi planificate. Graben devine astfel una din primele străzi ale orașului extins. În această zonă nou urbanizată existau încă multe terenuri virane, care au contribuit inevitabil la numirea străzii cu apelativul de Graben.

### Grabenîn Evul Mediu
Extinderea orașului Viena s-a manifestat prin urbanizarea inegală pe ambele părți ale Graben. Pe latura de nord, clădirile sunt încă neregularizate și astăzi și nu există decât un mic pasaj către Biserica Sf. Petru, Jungferngässchen. Pe latura de sud, cinci străzi sunt construite într-un mod regularizat în secolul al XIII-lea: Obere Bräunerstrasse (azi Habsburgergasse), Untere Bräunerstrasse (Bräunerstrasse), Färberstrasse (Dorotheergasse), Laderstrasse (Spiegelgasse) și Reifstrasse (Seilergasse). Cea mai mare parte a laturii sudice a fost în acea epocă încă un teren viran, dar acest lucru se va schimba rapid.
Potrivit istoricului Karl Oettinger, Graben a înlocuit axa Hoher Markt / Wipplingerstrasse ca stradă principală. Noua cale de circulație ar fi început din Am Hof prin Bognergasse și ar fi mers până la Stock-im-Eisen-Platz pentru a ajunge în final la Wollzeile prin Rotenturmstraße. Traficul rutier nu ar fi trebuit să traverseze Hoher Markt. Cu toate acestea, toate drumurile din acea epocă se terminau la Viena și de acolo erau puține motive pentru a merge către Schottentor, această teorie făcând astfel obiectul multor discuții.
Casele de-a lungul străzii Graben erau în cea mai mare parte clădiri din lemn și din acest motiv va avea loc la 23 martie 1327 o catastrofă. Un incendiu s-a propagat ce la casa preotului Henri de Lucerne din Wallnerstrasse, Kohlmarkt a fost cuprinsă de flăcări și focul s-a extins în întregul cartier. Regele Frederic cel Frumos s-a aflat printre cei din echipa de salvare. Graben nu este încă locul privilegiat al nobilimii, însă rudele șvăbești ale familiei lui Rudolf I locuiau acolo.
Singura clădire mare cunoscută din această perioadă este Freisingerhof.
În secolele XIII-XIV strada Graben este « închisă » de construcțiile de case de la fiecare capăt. Astfel,  în nord-vest apare Paternostergässchen, o prelungire a Naglergasse, în sud-est apar Grabengasse și mica Schlossergässchen foarte îngustă, străduța lăcătușilor. Aici s-au stabilit și alți meșteșugari printre care și fierarii. Schlossergässchen este atât de îngustă încât este adesea criticată că este un obstacol în calea traficului rutier. Începând de la realizarea acestor construcții noi, Graben devine mai degrabă o piață și nu o stradă. Cu toate acestea, acest lucru nu este încă o adresă exclusivă, pârâiașul Morung circula prin canalizare și emana un miros puternic. Personalitățile orașului au început totuși să se stabilească aici, în special burghezii bogați.

### Grabenîn epoca barocă

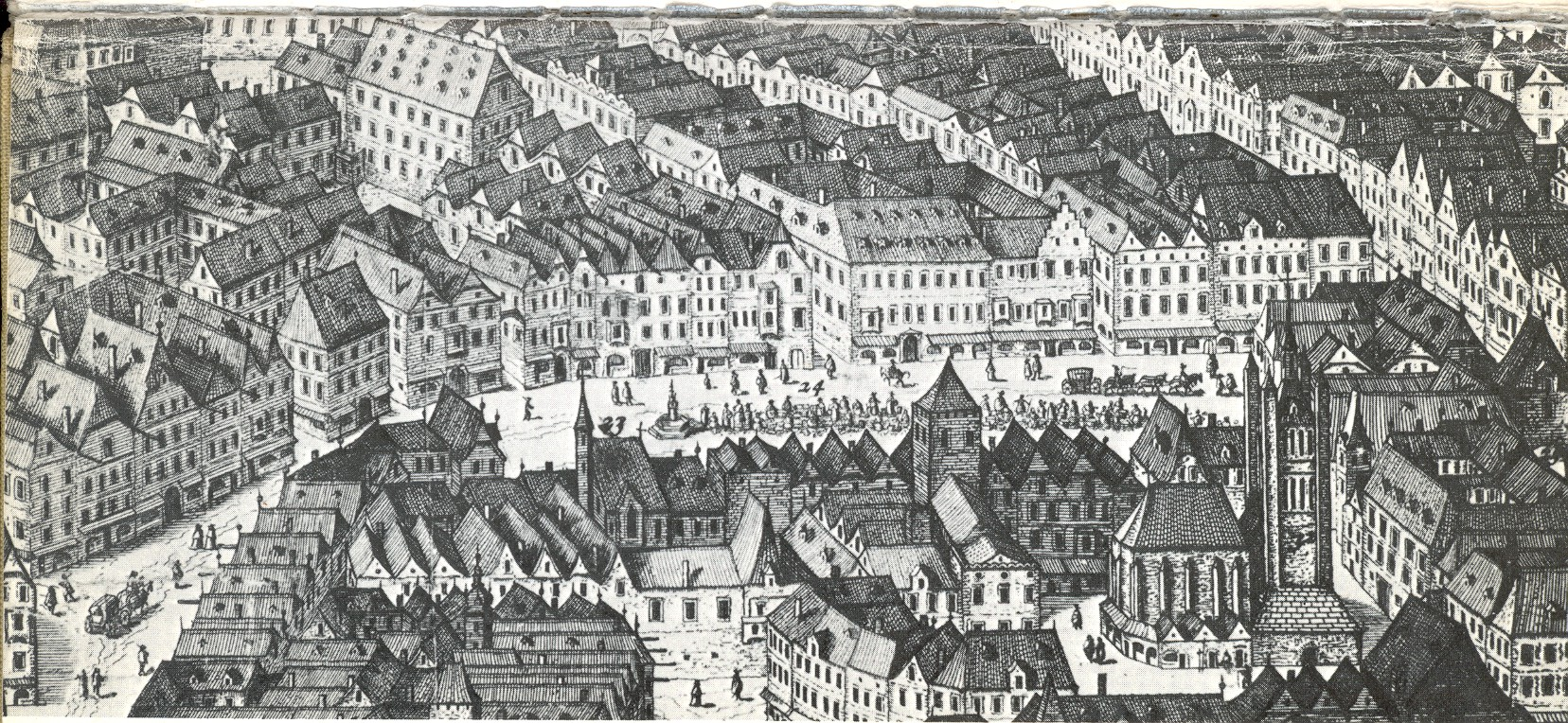
Graben către 1609.

Structura străzii Graben se schimbă puțin, dar nu se întâmplă același lucru și cu caracterul său. Arkadenhof ("Curtea cu arcade"), o clădire în stil renascentist, domină strada până în 1873, atunci când se începe construcția Grabenhof. Graben devine locul unde se organizează mai multe festivități. Proprietarii de case încep apoi să-și transforme casele și să realizeze fațade bogat decorate. Vechea biserică Sf. Petru a fost distrus în 1701 și reconstruită în 1708 într-un stil baroc.
În cursul secolului al XVIII-lea Graben își pierde importanța sa ca loc de piață, vânzătorii de zarzavaturi pleacă în 1753, piața de Crăciun se stabilește altundeva în 1772. Graben devine scena principala a vieții urbane și loc de promenadă, iar dezvoltarea antreprenorilor este la apogeu în timpul construcției Trattnerhof de către Thomas von Trattner. Apar, de asemenea, și prostituatele, celebrele Grabennymphen ("nimfele de pe Graben").

### Regularizarea străziiGraben

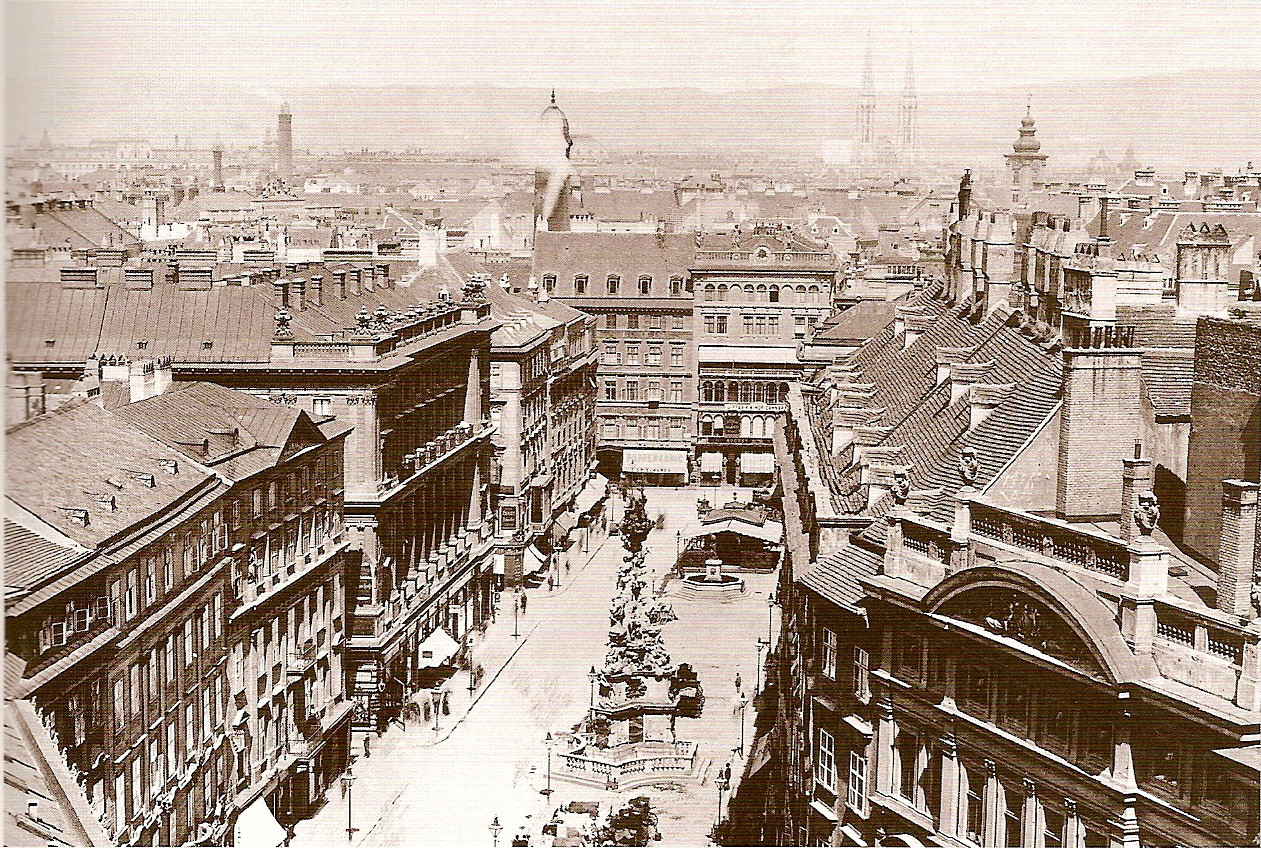
Graben după regularizare, aprox. 1890.

Graben a cunoscut o perioadă prosperă la începutul secolului al XIX-lea. Au fost înființate atunci magazine de lux, cu însemne bogat decorate și artistice.
Circulația rutieră a crescut, iar clădirile care au închis Graben din cele două părți au început să fie percepute din ce în ce mai mult ca un obstacol. Prima casă de economii din Austria a demolat în 1835 casele din colțul dinspre Tuchlauben pentru a construi o clădire principală ce există și în zilele noastre. În 1840, clădirile din capătul de nord-vest au fost demolate și ele. Între 1860 și 1866, casele situate între Grabengasse și Schlossergassl sunt distruse, și Graben este legată direct de Stock-im-Eisen-Platz și Stephansplatz. Alte case de pe Graben dispar cu excepția Palatului Bartolotti-Partenfeld. Jungferngässchen este extinsă pentru a permite un acces mai bun către Biserica Sf. Petru. Trattnerhof dispare și este înlocuită în 1911 cu o nouă construcție.

### Grabenîn secolul al XX-lea
Odată cu dezvoltarea transportului auto, Graben devine o stradă cu trafic intens. Cu toate acestea, această circulație este limitată în partea de sud a străzii Graben. La 4 decembrie 1950, Graben este prima stradă din Viena cu un sistem de iluminare cu neon.
Au fost făcute mai multe propuneri de organizare a străzii Graben, două dintre ele atrăgând o atenție specială. La 22 noiembrie 1974 Graben devine prima zonă pietonală din Viena. În timpul construcției metroului, au fost făcute mai multe modificări consecutive, iar zona pietonală este extinsă. În acest context, cinci arhitecți sau grupuri de arhitecți sunt chemați să propună amendamente. O propunere destul de contestată a fost cea a grupului « Gruppe M » care proiecta construirea unui copertine.
În prezent Graben rămâne una din străzile de promenadă cele mai importante din oraș.